# Tanwalbougou
Tanwalbougou est une commune située dans le département de Fada N'Gourma de la province du Gourma dans la région de l'Est au Burkina Faso.

## Géographie
Tanwalbougou est situé sur la  route nationale 4 à 47 km à l'Est de Fada N'Gourma, chef-lieu du département, de la province et capitale de la région.

## Santé et éducation
Tanwalbougou accueille un centre de santé et de promotion sociale (CSPS).